# Gora Burhanova
Gora Burhanova är ett berg i Antarktis. Det ligger i Östantarktis. Nya Zeeland gör anspråk på området. Toppen på Gora Burhanova är 809 meter över havet, eller 11 meter över den omgivande terrängen. Bredden vid basen är 0,38 km.
Terrängen runt Gora Burhanova är platt åt nordväst, men åt sydost är den kuperad. Trakten är obefolkad. Det finns inga samhällen i närheten.